# Riccardo Fabbri
Riccardo Fabbri (Siena, 8 maggio 1920 – Roma, 20 ottobre 1967) è stato un politico e sindacalista italiano.

## Biografia
Milita fin da giovanissimo nel movimento Giustizia e Libertà, venendo più volte arrestato dalla polizia fascista. Dopo l'armistizio dell'8 settembre 1943, partecipa alla Guerra di Liberazione a Roma. Catturato e seviziato dai repubblichini, rimane invalido per il resto della vita.
Dopo la Liberazione, contribuisce alla rinascita della Camera del Lavoro di Roma. Membro della direzione nazionale del Partito d'Azione, quando nel 1947 esso si scioglie aderisce al Partito Socialista Italiano, con il quale viene eletto consigliere comunale di Roma. Nel 1958 è nominato segretario generale della Federazione dei Postelegrafonici della CGIL.
Nello stesso anno è eletto alla Camera dei deputati con il PSI, venendo poi riconfermato alle elezioni del 1963 e restando in carica fino alla morte, sopraggiunta a 47 anni nell'ottobre del 1967. Il posto vacante venne occupato dal compagno di partito Oreste Lizzadri.